# Đồng Nam
Đồng Nam (chữ Hán giản thể:潼南区, Hán Việt: Đồng Nam khu) là một quận thuộc thành phố trực thuộc trung ương Trùng Khánh, Cộng hòa Nhân dân Trung Hoa. Quận này có diện tích 1585 km2, dân số 640.000 người. Quận này nằm ở góc tây bắc của Trùng Khánh, tên gọi lấy từ phủ Đồng Sơn (Tam Đài của Tứ Xuyên). Quận này giáp Đồng Lương, Đại Túc, An Nhạc, Toại Khê, Bồng Khê. Quỳnh Giang và Bồi Giang là hai con sông chính chảy qua Đồng Nam. Quận Đồng Nam được chia thành 2 nhai đạo (Quế Lâm, Tử Đồng) và 20 trấn (Thượng Hoà, Long Hình, Cổ Khê, Bảo Long, Ngọc Khê, Mễ Tâm, Quần Lực, Song Giang, Hoa Nham, Bách Tử, Sùng Ham, Đường Bá, Tân Thắng, Thái An, Tiểu Độ, Ngoạ Phật, Ngũ Quế, Điền Gia, Biệt Khẩu, Thọ Kiều). 